# HTC Tattoo
HTC Tattoo (кодовое имя HTC Click, модельный индекс A3232) — коммуникатор производства HTC, работающий на операционной системе Android. Это второй телефон, работающий с интерфейсом HTC Sense. Телефон анонсирован 8 сентября 2009 года.